# Pont-d'Ain (tổng)
Tổng Pont-d'Ain là một tổng của Pháp nằm ở tỉnh Ain trong vùng Rhône-Alpes.

## Địa lý
Tổng này được tổ chức xung quanh Pont-d'Ain ở quận Bourg-en-Bresse. Độ cao ở đây từ 222 m (Priay) đến 556 m (Saint-Martin-du-Mont) với độ cao trung bình 282 m.

## Hành chính
| Giai đoạn | Ủy viên       | Đảng | Tư cách |
| --------- | ------------- | ---- | ------- |
| 2004-2010 | Serge Fondraz |      |         |

## Số đơn vị
Tổng Pont-d'Ain groupe 11 xã và có dân số 11 265 dân (theo điều tra dân số năm 1999, số lượng không tính trùng).
| Xã                   | Dân số | Mã bưu chính | Mã insee |
| -------------------- | ------ | ------------ | -------- |
| Certines             | 1 288  | 01240        | 01069    |
| Dompierre-sur-Veyle  | 968    | 01240        | 01145    |
| Druillat             | 882    | 01160        | 01151    |
| Journans             | 330    | 01250        | 01197    |
| Neuville-sur-Ain     | 1 236  | 01160        | 01273    |
| Pont-d'Ain           | 2 307  | 01160        | 01304    |
| Priay                | 1 152  | 01160        | 01314    |
| Saint-Martin-du-Mont | 1 302  | 01160        | 01374    |
| Tossiat              | 1 115  | 01250        | 01422    |
| La Tranclière        | 300    | 01160        | 01425    |
| Varambon             | 385    | 01160        | 01430    |

## Biến động dân số
| 1962                                                     | 1968  | 1975  | 1982  | 1990  | 1999   |
| -------------------------------------------------------- | ----- | ----- | ----- | ----- | ------ |
| 6 663                                                    | 7 516 | 7 892 | 8 853 | 9 975 | 11 265 |
| Nombre retenu à partir de 1962 : dân số không tính trùng |       |       |       |       |        |